# Thomas Pfeilstöcker
Thomas Pfeilstöcker (* 18. Juni 1978 in Bruck an der Mur) ist ein ehemaliger österreichischer Fußballspieler auf der Position eines Abwehrspielers.

## Karriere
Thomas Pfeilstöcker begann seine Vereinskarriere in seiner Heimat beim SV Oberaich, bei dem er sämtliche Nachwuchsspielklassen durchlief, ehe er sich im Jahre 1992 der Nachwuchsabteilung der Kapfenberger SV anschloss. Für die zweite Mannschaft der Kapfenberger und sporadisch auch für deren Landesligateam kam er noch in den 1990er Jahren zum Einsatz und wechselte im Sommer 1997 zum DSV Leoben, bei dem er vorrangig für die zweite Mannschaft vorgesehen war, aber am 15. November 1997 bei einem 3:1-Heimsieg über den FC Kufstein auch sein Pflichtspieldebüt für die Profimannschaft in der 2. Division der Bundesliga gab. Dabei wurde er von Helmut Kirisits in der 15. Spielminute für Gernot Krisper eingewechselt. In der darauffolgenden Spielzeit absolvierte er ein weiteres Meisterschaftsspiel für die Mannschaft in der mittlerweile als Erste Division bezeichneten zweithöchsten Fußballliga Österreichs. Nachdem er vorwiegend in der zweiten Mannschaft der Donawitzer zum Einsatz gekommen war, kehrte er in der Winterpause 1998/99 wieder zur KSV zurück. Diese spielte in dieser Zeit noch in der viertklassigen steirischen Landesliga und schaffte 1999/2000 als Meister den Aufstieg in die drittklassige Regionalliga Mitte und von dort in der Saison 2001/02 den Aufstieg in die zweitklassige Erste Division. Nach einem abermaligen kurzen Gastspiel beim DSV Leoben kam er im Frühjahr 2006 wieder zurück nach Kapfenberg. Nachdem die Mannschaft nach der Saison 2006/07 nur durch des Lizenzentzug des Grazer AK die Zweitklassigkeit halten konnte, verließ er den Verein und heuerte beim SVA Kindberg an, ehe er wenige Wochen später in die Regionalliga West zum SV Grödig wechselte. Mit den Grödigern schaffte er zweimal den Aufstieg in die Erste Liga, musste aber auch einen Abstieg in der Saison 2008/09 hinnehmen. Im Sommer 2011 beendete er seine Profikarriere und spielte daraufhin hobbymäßig beim deutschen Bezirksligisten FC Bischofswiesen. In der Winterpause 2011/12 wechselte er zum oberösterreichischen Landesligisten FC Munderfing und von diesem im Sommer 2012 weiter zum Salzburger Landesligisten TSV Neumarkt, den er nach einer Saison verließ, um sich der zweiten Mannschaft des SV Grödig anzuschließen.
Am 7. Dezember 2013 wurde Pfeilstöcker im Spiel seines aktuellen Vereins SV Grödig, bei dem er zu dieser Zeit regulär in der zweiten Mannschaft spielte und auch als Platzwart des Vereins fungierte, gegen die SV Ried in der 89. Minute eingewechselt und erlebte damit seine Premiere in der österreichischen Bundesliga. Zum Saisonende 2013/14 verließ er die Grödiger, war etwa ein halbes Jahr vereinslos und schloss sich im Frühjahr 2015 der zweiten Mannschaft des USK Anif an. Für diese absolvierte er in weiterer Folge als Stammkraft in elf Meisterschaftsspielen in Folge in der sechstklassigen 2. Landesliga Nord zum Einsatz und beendete die Saison mit der Mannschaft auf dem elften Tabellenplatz. In der darauffolgenden Spielzeit 2015/16 kam er zwischen September und Oktober 2015 zu vier weiteren Ligaauftritten für die zweite Mannschaft der Anifer, ehe er den Vereins erneut verließ und damit seine Fußballkarriere beendete.
Nach seinem Karriereende als Aktiver fungierte er kurzzeitig als Co-Trainer der zweiten Mannschaft der Grödiger und arbeitete danach unter anderem als Berater und Resilienztrainer. In der Saison 2018/19 kehrte er nochmals als Fußballspieler zurück und absolvierte drei Spiele für den WSV Eisenerz in der sechstklassigen Unterliga Nord und war davor auch in einem Freundschaftsspiel sowie der Erstrundenpartie des Steirer-Cups im Einsatz gewesen. Spätestens in der Winterpause verließ er den Verein wieder.

## Erfolge
mit der Kapfenberger SV
- 1× Meister der Landesliga Steiermark: 1999/2000
- 1× Meister der Regionalliga Mitte: 2002/03

mit dem SV Grödig
- 2× Meister der Regionalliga West: 2007/08 und 2009/10